# Reinhold Daschner
Reinhold Daschner (* 16. Oktober 1969 in München) ist ein ehemaliger deutscher Fußballtrainer und Fußballspieler.

## Karriere

### Vereine
Nach der Jugendzeit beim FC Hertha München und beim FC Bayern München stand Daschner ab der Saison 1987/88 als Vertragsamateur in der ersten Mannschaft der Bayern, kam allerdings – auch in den beiden Folgesaisons – zu keinem Pflichtspiel-Einsatz und wechselte daraufhin zum 1. FC Köln.
Das erste Pflichtspiel für die „Geißböcke“ absolvierte er am 12. Dezember 1990 im Achtelfinal-Rückspiel des UEFA-Pokal-Wettbewerbs, das bei Atalanta Bergamo mit 0:1 verloren ging; mit der Einwechslung in der 73. Spielminute für Maurice Banach konnte er das Ausscheiden aus dem Wettbewerb auch nicht verhindern. In der Bundesliga spielte er sechsmal (als Einwechselspieler), wobei er sein Debüt am 2. März 1991 (19. Spieltag) beim 0:0-Unentschieden im Heimspiel gegen den VfL Bochum gab. Nachdem er in der Folgesaison ohne Einsatz geblieben war, wechselte er zum Zweitligisten Hannover 96, für den er – zum Stammspieler gereift – in seiner ersten Saison 36 von 46 Spielen absolvierte und auch sein erstes Tor von acht (am 22. Juli 1992 (4. Spieltag) beim 5:0-Heimsieg über den SV Darmstadt 98) erzielte. Daschner absolvierte vier Spielzeiten bis zum Abstieg 1996, wechselte zum Regionalligisten LR Ahlen mit dem 2000 der Aufstieg in die 2. Bundesliga gelang.
2004 verließ Daschner den Verein und spielte ab 2005 beim 1. FC Hersbruck, einem Amateurverein aus der Bezirksoberliga Mittelfranken, den er auch in Personalunion (von 2007 bis 2009) trainierte und die ehemaligen Bundesliga-Profis Thomas Ziemer und Martin Driller verpflichtete. Zur Saison 2013/14 übernahm Daschner den Kreisligisten TSV Altenfurt.

### Auswahlmannschaften
1989 und 1990 gewann er mit der Auswahlmannschaft des Bayerischen Fußballverbandes den Amateur-Länderpokal. 1989 wurde die Auswahlmannschaft des Hessischen Fußball-Verbandes mit 4:2 im Elfmeterschießen bezwungen, 1990 die Auswahlmannschaft des Badischen Fußballverbandes mit 3:0.

## Erfolge
- Finalist im DFB-Pokal 1991 (mit dem 1. FC Köln; ohne Einsatz)
- Aufstieg in die 2. Bundesliga 2000 (mit dem LR Ahlen)
- Amateur-Länderpokal-Sieger 1989, 1990 (mit dem Landesverband Bayern)

## Sonstiges
Daschner spielte zudem zehnmal im DFB-Pokal-Wettbewerb, erzielte dabei drei Tore (Hannover 96 5/2, LR Ahlen 5/1) und einmal im Europapokal der Pokalsieger, wobei er in der 1. Runde beim 2:1-Heimsieg im Rückspiel gegen Werder Bremen beide Treffer erzielte.